# 海南叶下珠
海南叶下珠（学名：Phyllanthus hainanensis）为大戟科叶下珠属下的一个种。其种加词“hainanensis”意为“海南的”。